# Cerro Catedral (Argentina)
Para el punto más alto de Uruguay, véase Cerro Catedral (Uruguay).
El cerro Catedral es una montaña ubicada en San Carlos de Bariloche, a 19 kilómetros del casco céntrico y a 60 minutos del aeropuerto internacional que sirve la susodicha ciudad. Esta montaña pertenece al argentino Parque Nacional Nahuel Huapi, constituyendo el ski resort más concurrido de Sudamérica.[cita requerida]
El cerro Catedral es un centro de actividades de montaña que funciona durante las cuatro estaciones del año y busca potenciar sus atractivos por fuera de la estacionalidad. La principal actividad se desarrolla durante la temporada de invierno, con una amplia variedad de servicios y diferentes propuestas para la práctica de los deportes de nieve o el disfrute de la montaña.

## Centro de esquí Antonio Lynch
En el cerro Catedral se encuentra el centro de esquí Antonio Lynch.

### Historia
1936-1956 LOS ORÍGENES
La Dirección de Parques Nacionales contrata al campeón de esquí austríaco Hans Nöbl para que estudie la factibilidad y ubicación de un centro de esquí en Bariloche. Nöbl determina que las laderas del cerro Catedral son las más apropiadas. Durante este período se trazan los caminos de acceso al Catedral y se instalan los primeros medios de arrastre desde la base hasta los 1700 m s. n. m.
En 1938 se lleva a cabo la primera competencia deportiva en el cerro Catedral.
En los años 40 se fundan las primeras escuelas de esquí, entre las que se destaca la de Catalina Reynal, quien financia con sus propios medios a jóvenes barilochenses que no disponían de recursos para afrontar el equipamiento y la instrucción.
1957-1986 PROYECCIÓN Y EXPANSIÓN DE MEDIOS DE ELEVACIÓN
Se realiza en el cerro Catedral, por primera vez, el Campeonato Sudamericano de Ski.
En 1964 se instala la primera aerosilla, denominada Lynch, hasta el filo de la montaña. Este medio permite conectar la estación superior del cablecarril con la cumbre. En este mismo periodo se ponen en marcha dos tramos de aerosilla de la línea que hoy va hasta Piedra del Cóndor. Se instala el T-Bar de Punta Nevada. Un año después se adquiere la primera máquina pisanieve.
La Federación Internacional de Ski (FIS) homologa en 1973 las pistas del cerro Catedral para competencias internacionales. Las carreras continúan en la actualidad.
Durante el año 1974 se instala la telesilla Esquiadores y se traslada el T-Bar del Club Andino Bariloche de la ladera sur a la ladera norte de la montaña. Años más tarde se instala la aerosilla La Hoya y comienza a funcionar la línea Princesa. Se hace efectivo un corte en la línea Cóndor II, dada su excesiva extensión. De esta manera, se pone en marcha Cóndor III.
1987-2019 CONSOLIDACIÓN Y CRECIMIENTO
Durante este periodo se da el mayor crecimiento del centro de esquí a partir de inversiones, que redundan hoy en la amplia oferta que tiene el cerro Catedral para aquellos que visitan el centro de esquí.
En el año 1996 Catedral Alta Patagonia toma la concesión y pone en marcha un novedoso plan de modernización. Se instala la aerosilla Militares. Un año después se prolonga la telesilla Séxtuple hasta su lugar actual, y se instala la telesilla Cuádruple. Se construye el primer snowpark de Sudamérica.
Uno de los hitos en la historia del cerro Catedral fue, durante 2004, la unificación de las laderas sur y norte, bajo la concesión de Catedral Alta Patagonia, dando inicio al Segundo plan de modernización, que duplicó la capacidad de ascenso por los medios de elevación. Para el año 2006 ya funcionaban la telecabina Amancay y las telesillas del Bosque, Diente de caballo, Nubes, Triple Park y Lynch.
En 2011 la concesión de Catedral Alta Patagonia SA queda a cargo del Grupo Via Bariloche, que inicia un plan de inversión y de mejoras del centro de esquí.
En 2014 se realiza una gran inversión con la instalación de un nuevo sistema de fabricación de nieve, 12 cañones de última tecnología y dos magic carpets en la base.
Para aquellos que no esquían se instalan en 2015 dos pistas de donas para disfrutar de esta actividad durante las cuatro estaciones del año.
En 2017, gracias a una gran inversión, se renueva la flota de máquinas pisanieve, incorporando una unidad del modelo PistenBully 600 y dos del modelo PistenBully 400. Estas máquinas permiten mejorar la calidad de pisado en las zonas más difíciles de la montaña, lo que procura una mejor experiencia de los esquiadores.
Entre 2018 y 2019 se instalan dos nuevas magic carpets en el sector de la base y se adquirieren nuevos cañones de nieve F10 de Techno Alpin y una nueva sala de bombeo automático para mejorar el sistema de fabricación de nieve.
Actualmente el cerro Catedral cuenta con la mayor infraestructura disponible en centros invernales de la Argentina, la mayor superficie de pistas y caminos, y una capacidad de transporte de esquiadores por medios de elevación que es superior a la suma de todos los restantes centros invernales del país.

### Medios de elevación
La siguiente lista presenta los medios de elevación mecánicos en el cerro Catedral. El cerro tiene 29 medios de elevación, entre los que se cuentan 19 telesillas, 7 medios de arrastre, 4 magic carpets y 4 baby lifts.
| Medio                 | Largo | Pendiente | Cota Inferior | Cota Superior | Velocidad m/s | Pax/hora |
| --------------------- | ----- | --------- | ------------- | ------------- | ------------- | -------- |
| Medios Principales    |       |           |               |               |               |          |
| Cablecarril           | 3185  | 23%       | 1070          | 1800          | 3.5           | 180      |
| Telecabina Amancay    | 2070  | 18.5%     | 1050          | 1700          | 5.00          | 2000     |
| Séxtuple Express      | 2453  | 29%       | 1050          | 1600          | 5.00          | 2000     |
| Telesillas cuádruples |       |           |               |               |               |          |
| Nubes                 | 1670  | 21%       | 1520          | 2100          | 5.00          | 2200     |
| Punta Nevada          | 1037  | 36%       | 1580          | 1930          | 2.3           | 2400     |
| Telesillas triples    |       |           |               |               |               |          |
| Diente de Caballo     | 845   | 28.6%     | 1700          | 1930          | 2.3           | 2000     |
| Princesa III          | 798   | 40%       | 1640          | 1936          | 2.50          | 900      |
| Triple Park           | 423   | 17%       | 1724          | 1856          | 2.50          | 1200     |
| Telesillas dobles     |       |           |               |               |               |          |
| 2000                  | 390   | 10%       | 1900          | 1970          | 2.10          | 1200     |
| Princesa I            | 1659  | 18%       | 1045          | 1343          | 2.50          | 1300     |
| Princesa II           | 977   | 18%       | 1343          | 1640          | 2.50          | 1300     |
| Cóndor I              | 844   | 24%       | 1050          | 1250          | 2.50          | 800      |
| Cóndor II             | 980   | 32%       | 1250          | 1550          | 2.50          | 810      |
| Cóndor III            | 738   | 36%       | 1550          | 1800          | 2.50          | 900      |
| Del Bosque            | 1620  | 17%       | 1550          | 1960          | 2.50          | 1500     |
| Militares             | 1591  | 32%       | 1350          | 1820          | 2.50          | 770      |
| Esquiadores           | 771   | 24%       | 1050          | 1230          | 2.20          | 800      |
| La Hoya               | 1216  | 40%       | 1450          | 1900          | 2.50          | 1100     |
| T-bars                |       |           |               |               |               |          |
| Corto                 | 321   | 9%        | 1230          | 1259          | 2.50          | 800      |
| Largo                 | 1131  | 40%       | 1230          | 1650          | 3.00          | 400      |

### Datos Generales de la montaña
- Altura de la Base: 1030 m s. n. m.
- Altura de la Cumbre: 2388 m s. n. m.
- Altura de la pista más alta: 2100 m s. n. m.

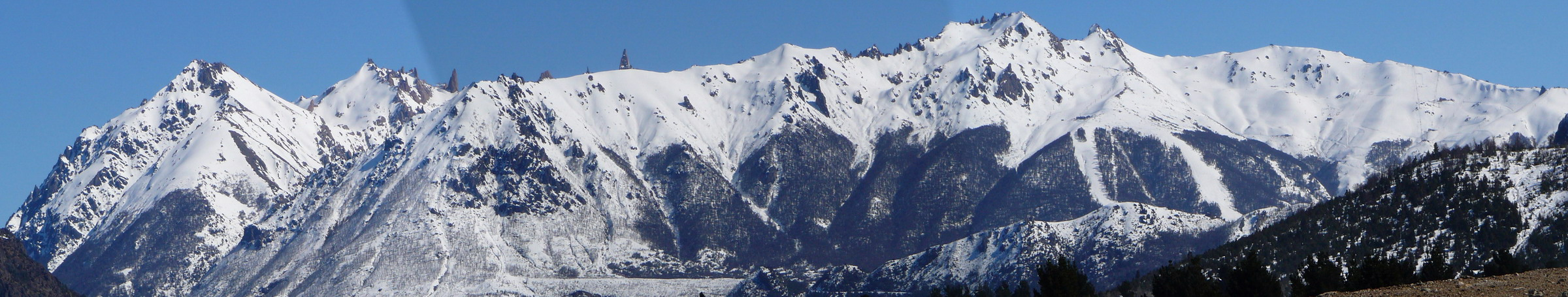
Vista del Cerro Catedral desde Bariloche.

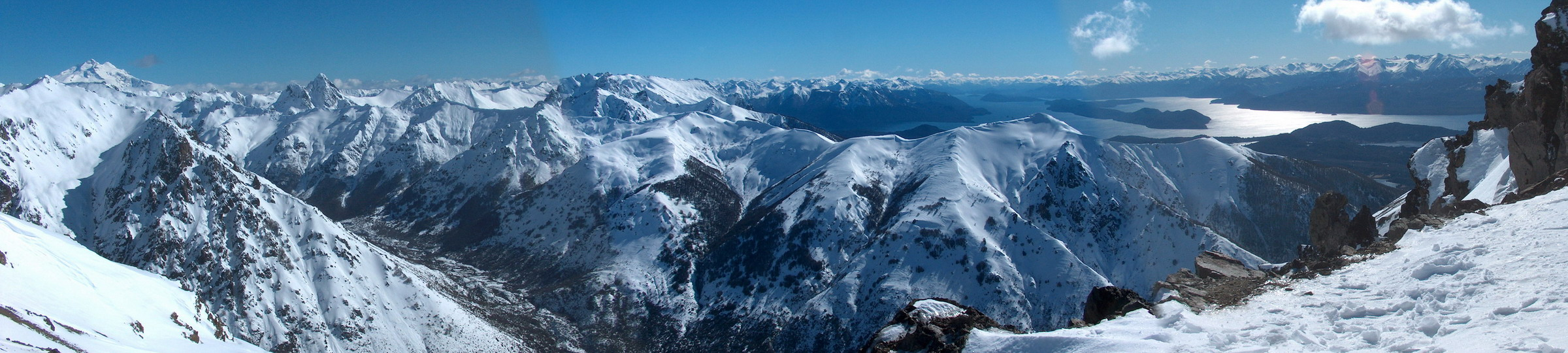
Vista desde las pistas de esquí superiores del Cerro Catedral hacia el Oeste.

- Desnivel: 1150 m
- Superficie esquiable: 600 ha
- Longitud máxima esquiable: 9 km
- Pendiente mínima: 3°
- Pendiente máxima: 60°

## Clima
El clima del cerro Catedral está afectado por la altitud. En los picos más altos, está definido por la clasificación climática de Köppen como un clima alpino o clima de tundra, mientras que en la base, está clasificado como un clima mediterráneo fresco.
| Parámetros climáticos promedio de cerro Catedral                            | Parámetros climáticos promedio de cerro Catedral | Parámetros climáticos promedio de cerro Catedral | Parámetros climáticos promedio de cerro Catedral | Parámetros climáticos promedio de cerro Catedral | Parámetros climáticos promedio de cerro Catedral | Parámetros climáticos promedio de cerro Catedral | Parámetros climáticos promedio de cerro Catedral | Parámetros climáticos promedio de cerro Catedral | Parámetros climáticos promedio de cerro Catedral | Parámetros climáticos promedio de cerro Catedral | Parámetros climáticos promedio de cerro Catedral | Parámetros climáticos promedio de cerro Catedral | Parámetros climáticos promedio de cerro Catedral |
| Mes                                                                         | Ene.                                             | Feb.                                             | Mar.                                             | Abr.                                             | May.                                             | Jun.                                             | Jul.                                             | Ago.                                             | Sep.                                             | Oct.                                             | Nov.                                             | Dic.                                             | Anual                                            |
| --------------------------------------------------------------------------- | ------------------------------------------------ | ------------------------------------------------ | ------------------------------------------------ | ------------------------------------------------ | ------------------------------------------------ | ------------------------------------------------ | ------------------------------------------------ | ------------------------------------------------ | ------------------------------------------------ | ------------------------------------------------ | ------------------------------------------------ | ------------------------------------------------ | ------------------------------------------------ |
| Temp. máx. abs. (°C)                                                        | 27.5                                             | 25.5                                             | 23.0                                             | 19.4                                             | 16.4                                             | 13.4                                             | 13.6                                             | 12.3                                             | 15.9                                             | 21.2                                             | 24.8                                             | 25.6                                             | 27.5                                             |
| Temp. máx. media (°C)                                                       | 12.8                                             | 11.9                                             | 10.6                                             | 6.9                                              | 3.7                                              | -0.2                                             | -0.5                                             | -0.6                                             | 0.6                                              | 5.2                                              | 8.5                                              | 11.0                                             | 5.8                                              |
| Temp. media (°C)                                                            | 8.0                                              | 7.4                                              | 6.2                                              | 3.4                                              | 0.9                                              | -2.4                                             | -2.7                                             | -2.8                                             | -2.0                                             | 1.7                                              | 4.3                                              | 6.5                                              | 2.4                                              |
| Temp. mín. media (°C)                                                       | 3.2                                              | 3.0                                              | 1.9                                              | -0.1                                             | -1.8                                             | -4.6                                             | -5.0                                             | -5.1                                             | -4.7                                             | -1.8                                             | 0.2                                              | 2.0                                              | -1.1                                             |
| Temp. mín. abs. (°C)                                                        | -6.8                                             | -7.0                                             | -7.6                                             | -10.7                                            | -11.7                                            | -14.0                                            | -13.9                                            | -12.9                                            | -12.4                                            | -10.2                                            | -8.6                                             | -7.6                                             | -14.0                                            |
| Precipitación total (mm)                                                    | 59                                               | 53                                               | 54                                               | 100                                              | 196                                              | 206                                              | 222                                              | 264                                              | 104                                              | 79                                               | 52                                               | 78                                               | 1467                                             |
| Días de precipitaciones (≥ 1 mm)                                            | 7                                                | 8                                                | 8                                                | 10                                               | 16                                               | 15                                               | 15                                               | 16                                               | 9                                                | 7                                                | 8                                                | 7                                                | 126                                              |
| Horas de sol                                                                | 294.5                                            | 254.3                                            | 229.4                                            | 171.0                                            | 130.2                                            | 90.0                                             | 86.8                                             | 102.3                                            | 156.0                                            | 217.0                                            | 237.0                                            | 291.4                                            | 2259.9                                           |
| Humedad relativa (%)                                                        | 67.5                                             | 65                                               | 69                                               | 77.5                                             | 80                                               | 85                                               | 83.5                                             | 84.5                                             | 80.5                                             | 75.5                                             | 69.5                                             | 70                                               | 75.6                                             |
| Fuente n.º 1: Servicio Meteorológico Nacional                               |                                                  |                                                  |                                                  |                                                  |                                                  |                                                  |                                                  |                                                  |                                                  |                                                  |                                                  |                                                  |                                                  |
| Fuente n.º 2: Secretaría de Minería (extremas y sol, 1961–1970 y 1981–1990) |                                                  |                                                  |                                                  |                                                  |                                                  |                                                  |                                                  |                                                  |                                                  |                                                  |                                                  |                                                  |                                                  |

## Actividades de escalada
El refugio Emilio Frey, administrado por el Club Andino Bariloche y ubicado sobre la laguna Tonček, ofrece alojamiento a caminantes y escaladores que recorren la montaña. El refugio está abierto todo el año, pero registra la mayor actividad en primavera y verano.
Entre las escaladas que se pueden realizar se destaca la Torre Principal, punto más alto del cerro Catedral.

## Galería

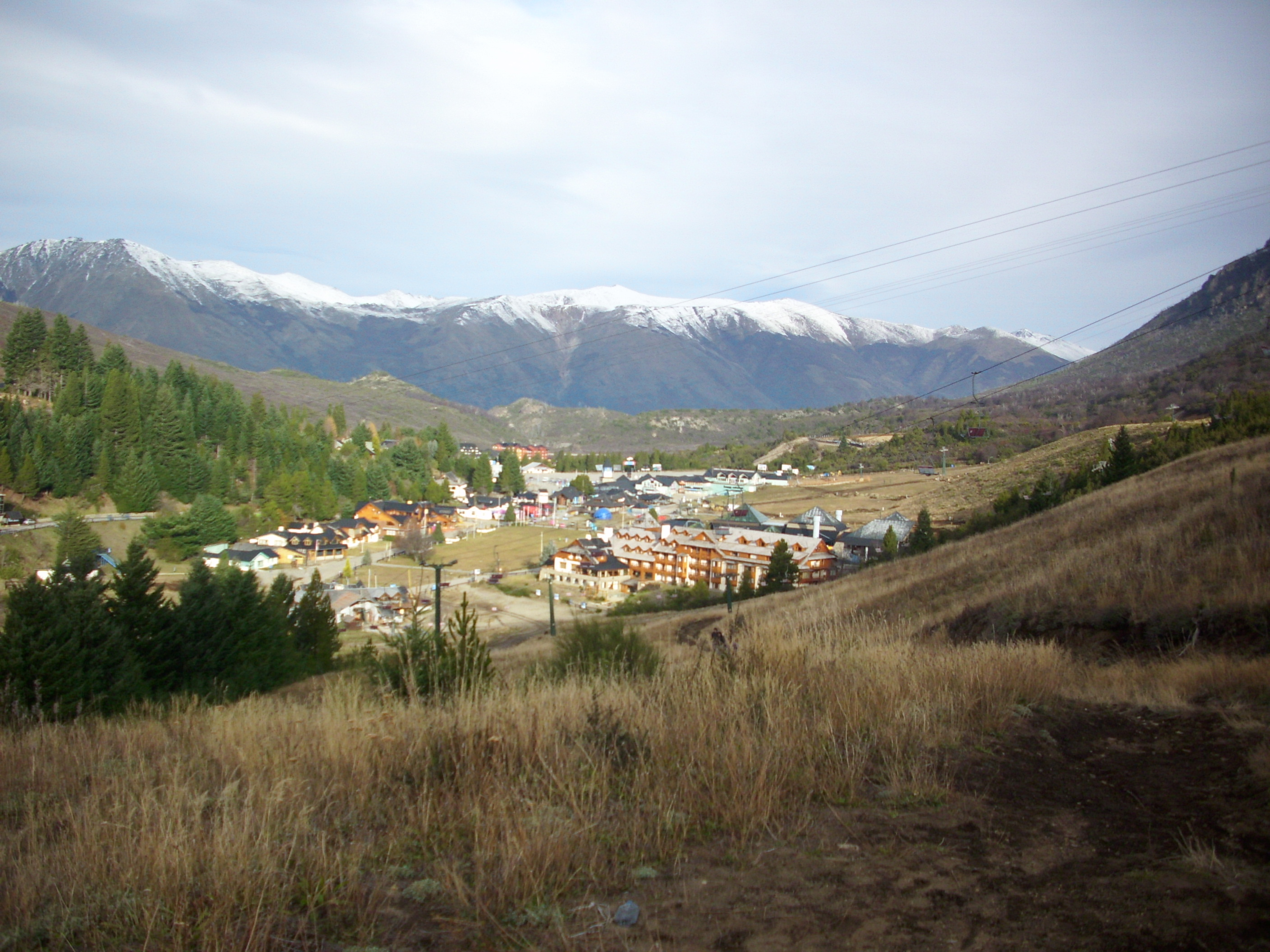
Base del cerro Catedral en otoño.
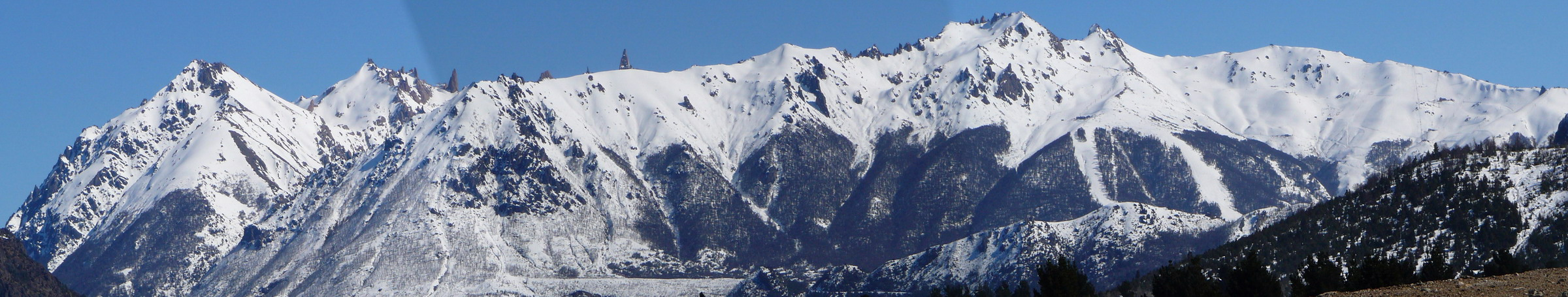
Cumbres del cerro Catedral
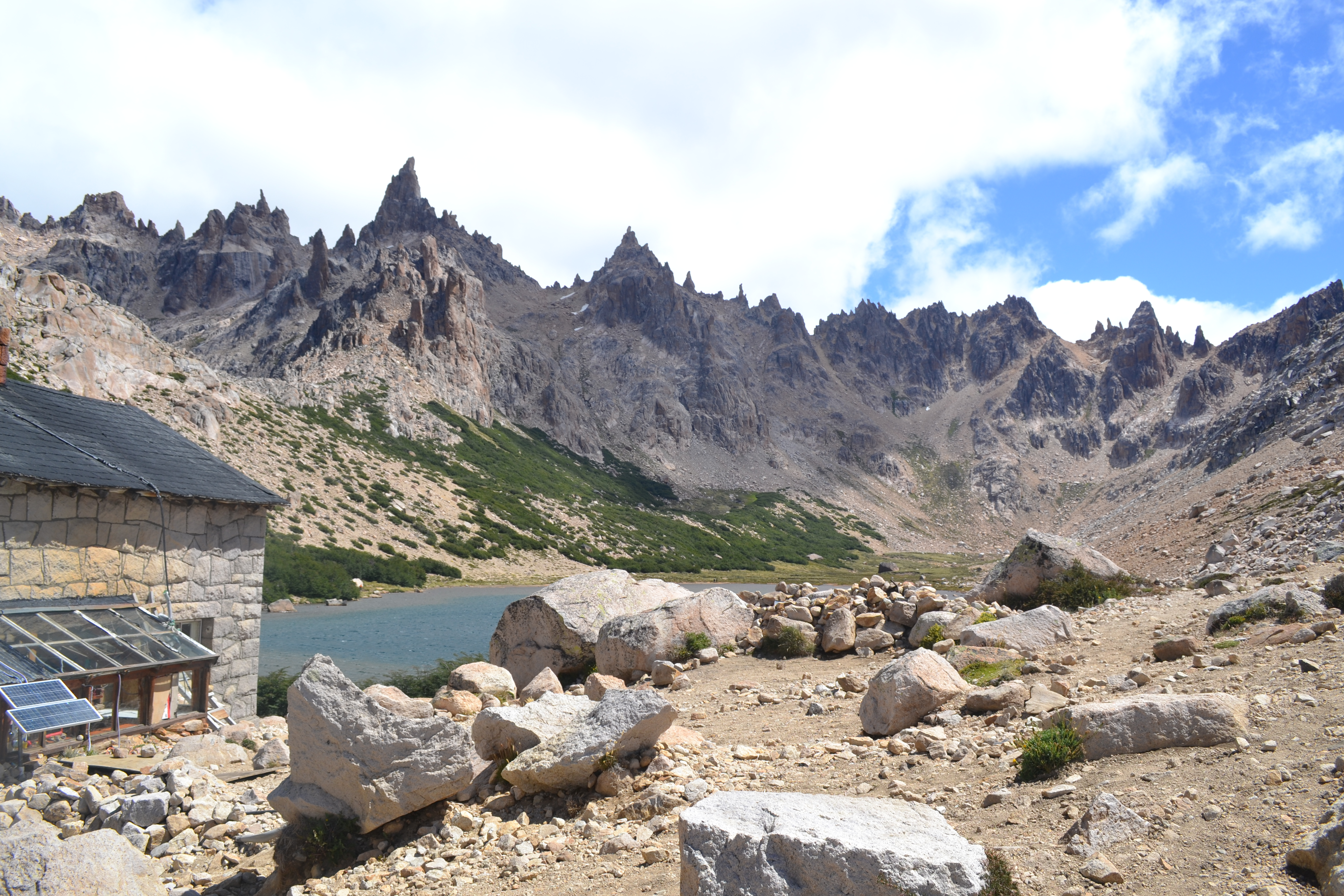
Torre Principal vista desde el refugio Frey.